# Lijst van voetbalinterlands IJsland - Kroatië
Deze lijst van voetbalinterlands is een overzicht van alle officiële voetbalwedstrijden tussen de nationale teams van IJsland en Kroatië. De landen speelden tot op heden zeven keer tegen elkaar. De eerste ontmoeting, een kwalificatiewedstrijd voor het Wereldkampioenschap voetbal 2006, werd gespeeld in Zagreb op 26 maart 2005. Het laatste duel, een groepsduel tijdens het Wereldkampioenschap voetbal 2018, vond plaats op 26 juni 2018 in Rostov aan de Don (Rusland).

## Wedstrijden
| № | Plaats            | Datum            | Competitie           | Wedstrijd         | Uitslag |
| - | ----------------- | ---------------- | -------------------- | ----------------- | ------- |
| 1 | Zagreb            | 26 maart 2005    | WK 2006 kwalificatie | Kroatië – IJsland | 4 – 0   |
| 2 | Reykjavik         | 3 september 2005 | WK 2006 kwalificatie | IJsland – Kroatië | 1 – 3   |
| 3 | Reykjavik         | 15 november 2013 | WK 2014 kwalificatie | IJsland − Kroatië | 0 − 0   |
| 4 | Zagreb            | 19 november 2013 | WK 2014 kwalificatie | Kroatië − IJsland | 2 − 0   |
| 5 | Zagreb            | 12 november 2016 | WK 2018 kwalificatie | Kroatië − IJsland | 2 − 0   |
| 6 | Reykjavik         | 11 juni 2017     | WK 2018 kwalificatie | IJsland − Kroatië | 1 − 0   |
| 7 | Rostov aan de Don | 26 juni 2018     | WK 2018              | IJsland – Kroatië | 1 − 2   |

## Samenvatting
| Competitie      | Totaal gespeeld | Winst IJsland | Gelijk | Winst Kroatië | Doelsaldo IJsland – Kroatië |
| --------------- | --------------- | ------------- | ------ | ------------- | --------------------------- |
| WK-eindronde    | 1               | 0             | 0      | 1             | 1 − 2                       |
| WK-kwalificatie | 6               | 1             | 1      | 4             | 2 − 11                      |
| Totaal          | 7               | 1             | 1      | 5             | 3 − 13                      |

## Details

### Derde ontmoeting
De derde ontmoeting tussen de nationale voetbalploegen van IJsland en Kroatië vond plaats op 15 november 2013. De play-off voor het WK, bijgewoond door 10.000 toeschouwers, werd gespeeld in het Laugardalsvöllur in Reykjavik, en stond onder leiding van scheidsrechter Alberto Undiano Mallenco uit Spanje. Hij deelde één rode kaart uit. De derde ontmoeting tussen IJsland en Kroatië was tevens het eerste interland van Niko Kovač als bondscoach van Kroatië.
| WK 2014 kwalificatie (Reykjavik, IJsland, 15 november 2013): |                 | |
| IJsland | 0 – 0           | Kroatië |
| | goals (assists) | |
| Lars Lagerbäck | bondscoach      | Niko Kovač |
| Hannes Halldórsson Ragnar Sigurdsson Johann Gudmundsson Birkir Bjarnason Kolbeinn Sigthórsson 46' Gylfi Sigurdsson Alfred Finnbogason 63' Kári Árnason Ólafur Skúlason Aron Gunnarsson Ari Skúlason                      | opstellingen    | Stipe Pletikosa Josip Šimunić Ivan Perišić Vedran Ćorluka Ivan Rakitić Luka Modrić Darijo Srna 46' Ivo Iličević 87' Mario Mandžukić Danijel Pranjić 72' Eduardo da Silva      |
| Haraldur Björnsson Gunnleifur Gunnleifsson Kristinn Jónsson Hallgrímur Jónasson Eggert Jónsson Sölvi Ottesen Gudlaugur Pálsson Helgi Daníelsson Arnór Smárason Rúrik Gíslason 63' Emil Hallfredsson Eiður Guðjohnsen 46' | wissels         | Danijel Subašić Šime Vrsaljko Dejan Lovren Mate Maleš 72' Ante Rebić Lovre Kalinić Gordon Schildenfeld 87' Leon Benko Milan Badelj 46' Ivica Olić Niko Kranjčar Mateo Kovačić |
| Ólafur Skúlason 50' | rode kaarten    | |

### Vierde ontmoeting
De vierde ontmoeting tussen de nationale voetbalploegen van IJsland en Kroatië vond plaats op 19 november 2013. De play-off voor het WK, bijgewoond door 20.000 toeschouwers, werd gespeeld in het Maksimirstadion in Zagreb, en stond onder leiding van scheidsrechter Björn Kuipers uit Nederland. Hij deelde één rode kaart en vier gele kaarten uit. 
| WK 2014 kwalificatie (Zagreb, Kroatië, 19 november 2013): |                 | |
| Kroatië | 2 – 0           | IJsland |
| Mario Mandžukić 27' Darijo Srna 47' | goals (assists) | |
| Niko Kovač | bondscoach      | Lars Lagerbäck |
| Stipe Pletikosa Josip Šimunić Ivan Perišić Vedran Ćorluka Ivan Rakitić Luka Modrić 89' Darijo Srna Mario Mandžukić Ivica Olić 80' Mateo Kovačić 74' Danijel Pranjić                  | opstellingen    | Hannes Halldórsson Birkir Sævarsson Ragnar Sigurdsson Johann Gudmundsson Birkir Bjarnason Gylfi Sigurdsson Alfred Finnbogason Kári Árnason 72' Aron Gunnarsson 64' Eidur Gudjohnsen Ari Skúlason        |
| Danijel Subašić Lovre Kalinić Šime Vrsaljko Dejan Lovren 89' Mate Maleš Nikica Jelavić 80' Gordon Schildenfeld Leon Benko Ante Rebić 74' Milan Badelj Niko Kranjčar Eduardo da Silva | wissels         | Haraldur Björnsson Gunnleifur Gunnleifsson Hallgrímur Jónasson Eggert Jónsson Sölvi Ottesen Gudlaugur Pálsson Helgi Daníelsson Kristinn Jónsson Arnór Smárason 64' Rúrik Gíslason 72' Emil Hallfredsson |
| Ivica Olić 7' Josip Šimunić 51' | gele kaarten    | 45' Ragnar Sigurdsson 85' Emil Hallfredsson |
| Mario Mandžukić 38' | rode kaarten    | |

### Vijfde ontmoeting
| WK 2018 kwalificatie (Zagreb, Kroatië, 12 november 2016): |       |         |
| Kroatië                                                   | 2 – 0 | IJsland |
| Marcelo Brozović 15', 90+1'                               | goals |         |

### Zesde ontmoeting
| WK 2018 kwalificatie (Reykjavik, IJsland, 11 juni 2017): |       |         |
| IJsland                                                  | 1 – 0 | Kroatië |
| Hörður Björgvin Magnússon 90'                            | goals |         |

KSÍ · A-internationals · Bondscoaches · Statistieken · IJslands vrouwenelftal · Olympisch elftal · IJsland U21 · IJsland U20 · IJsland U19 · IJsland U18 · IJsland U17 · IJsland U16 · Vrouwen U17
1946 – 1949 · 1950 – 1959 · 1960 – 1969 · 1970 – 1979 · 1980 – 1989 · 1990 – 1999 · 2000 – 2009 · 2010 – 2019 · 2020 − 2029
EK 2016
WK 2018
1946 · 1947 · 1948 · 1949 · 1950 · 1951 · 1952 · 1953 · 1954 · 1955 · 1956 · 1957 · 1958 · 1959 · 1960 · 1961 · 1962 · 1963 · 1964 · 1965 · 1966 · 1967 · 1968 · 1969 · 1970 · 1971 · 1972 · 1973 · 1974 · 1975 · 1976 · 1977 · 1978 · 1979 · 1980 · 1981 · 1982 · 1983 · 1984 · 1985 · 1986 · 1987 · 1988 · 1989 · 1990 · 1991 · 1992 · 1993 · 1994 · 1995 · 1996 · 1997 · 1998 · 1999 · 2000 · 2001 · 2002 · 2003 · 2004 · 2005 · 2006 · 2007 · 2008 · 2009 · 2010 · 2011 · 2012 · 2013 · 2014 · 2015 · 2016 · 2017 · 2018 · 2019 · 2020 · 2021 · 2022 · 2023 · 2024
Albanië ·
Andorra ·
Argentinië ·
Armenië ·
Azerbeidzjan ·
Bahrein ·
België ·
Bermuda ·
Bolivia ·
Bosnië en Herzegovina ·
Brazilië ·
Bulgarije ·
Canada ·
Chili ·
China ·
Cyprus ·
Denemarken ·
DDR ·
Duitsland ·
El Salvador ·
Engeland ·
Estland ·
Faeröer ·
Finland ·
Frankrijk ·
Georgië ·
Ghana ·
Griekenland ·
Guatemala ·
Honduras ·
Hongarije ·
Ierland ·
India ·
Iran ·
Israël ·
Italië ·
Japan ·
Kazachstan ·
Koeweit ·
Kosovo ·
Kroatië ·
Letland ·
Liechtenstein ·
Litouwen ·
Luxemburg ·
Malta ·
Mexico ·
Moldavië ·
Montenegro ·
Nederland ·
Nigeria ·
Noord-Ierland ·
Noord-Macedonië ·
Noorwegen ·
Oeganda ·
Oekraïne ·
Oostenrijk ·
Peru · 
Polen ·
Portugal ·
Qatar ·
Roemenië ·
Rusland ·
San Marino ·
Saoedi-Arabië ·
Schotland ·
Slovenië ·
Slowakije ·
Sovjet-Unie ·
Spanje ·
Trinidad en Tobago ·
Tsjechië ·
Tsjecho-Slowakije ·
Tunesië ·
Turkije ·
Venezuela ·
Verenigde Arabische Emiraten ·
Verenigde Staten ·
Wales ·
Wit-Rusland ·
Zuid-Afrika ·
Zuid-Korea ·
Zweden ·
Zwitserland
Argentinië (2018) ·
Engeland (2016) · 
Hongarije (2016) ·
Kroatië (2018) ·
Nigeria (2018) · 
Portugal (2016)
HNS · A-internationals · Selecties · Bondscoaches · Statistieken · Kroatisch vrouwenelftal · Olympisch elftal · Kroatië U21 · Kroatië U20 · Kroatië U19 · Kroatië U18 · Kroatië U17 · Kroatië U16
1940 – 1956 ·
1990 – 1999 ·
2000 – 2009 ·
2010 – 2019 ·
2020 − 2029
EK's: 1996 · 
2000 · 
2004 · 
2008 · 
2012 · 
2016 · 
2020 · 
2024
WK's: 1998 · 
2002 · 
2006 · 
2010 · 
2014 · 
2018 · 
2022
1940 · 
1941 · 
1942 · 
1943 · 
1944 · 
1945–1955 · 
1956 · 
1957–1989 · 
1990 · 
1991 · 
1992 · 
1993 · 
1994 · 
1995 · 
1996 · 
1997 · 
1998 · 
1999 · 
2000 · 
2001 · 
2002 · 
2003 · 
2004 · 
2005 · 
2006 · 
2007 · 
2008 · 
2009 · 
2010 · 
2011 · 
2012 · 
2013 ·  
2014 · 
2015 · 
2016 · 
2017 · 
2018 ·
2019 ·
2020 ·
2021 ·
2022 ·
2023
Albanië ·
Andorra ·
Argentinië ·
Armenië ·
Australië ·
Azerbeidzjan · 
België ·
Bosnië en Herzegovina ·
Brazilië ·
Bulgarije ·
Canada ·
Chili ·
China ·
Cyprus ·
Denemarken ·
Duitsland ·
Ecuador ·
Egypte ·
Engeland ·
Estland ·
Finland ·
Frankrijk ·
Georgië ·
Gibraltar ·
Griekenland ·
Hongarije ·
Hongkong ·
Ierland ·
IJsland ·
Indonesië ·
Iran ·
Israël ·
Italië ·
Jamaica ·
Japan ·
Joegoslavië ·
Jordanië ·
Kameroen · 
Kazachstan ·
Kosovo ·
Letland ·
Litouwen ·
Liechtenstein ·
Mali ·
Malta ·
Marokko · 
Mexico ·
Moldavië ·
Nederland ·
Nigeria ·
Noord-Ierland ·
Noord-Macedonië ·
Noorwegen ·
Oekraïne ·
Oostenrijk ·
Peru ·
Polen ·
Portugal ·
Qatar ·
Roemenië ·
Rusland ·
San Marino ·
Saoedi-Arabië ·
Schotland ·
Senegal · 
Servië · 
Slovenië ·
Slowakije ·
Spanje ·
Tsjechië ·
Tunesië ·
Turkije ·
Wales ·
Wit-Rusland ·
Zuid-Korea ·
Zweden ·
Zwitserland
Argentinië (2018) ·
Argentinië (2022) ·
Australië (2006) ·
België (2022) ·
Brazilië (2006) ·
Brazilië (2014) ·
Brazilië (2022) ·
Denemarken (2018) ·
Duitsland (2008) ·
Engeland (2018) ·
Engeland (2021) ·
Frankrijk (2018) ·
Ierland (2012) ·
IJsland (2018) ·
Italië (2012) ·
Japan (2006) ·
Kameroen (2014) ·
Marokko (2022, 1) ·
Marokko (2022, 2) ·
Mexico (2014) ·
Nigeria (2018) ·
Oostenrijk (2008) ·
Polen (2008) ·
Rusland (2018) ·
Schotland (2021) ·
Spanje (2012) ·
Spanje (2021) ·
Tsjechië (2016) ·
Tsjechië (2021) ·
Turkije (2008) ·
Turkije (2016)